# 豊荘駅
豊荘駅（ほうそうえき）は、上海市嘉定区に位置する上海地下鉄13号線の駅である。

## 駅構造
- 島式ホーム1面2線の地下駅。

## 駅周辺
- 金沙緑地
- 行知学校

## 歴史
- 2012年12月30日 - 乗客をのせての試運転として仮開業[1]

## 隣の駅
上海軌道交通
■ 13号線
金沙江西路駅 - 豊荘駅 - 祁連山南路駅